# Черниченка
Черниченка — деревня в Меленковском районе Владимирской области России, входит в состав Ляховского сельского поселения.

## География
Деревня расположена на берегу речки Черничка в 1 км на север от центра поселения села Ляхи и в 19 км на восток от райцентра города Меленки.

## История
Деревня Черниченка упоминается в окладных книгах 1676 года в составе Степаньковского прихода, в ней было 6 крестьянских дворов и 1 бобыльский. В 1859 году в деревне насчитывалось 52 двора.
В конце XIX — начале XX века деревня входила в состав Ляховской волости Меленковского уезда. 
С 1929 года деревня в составе Ляховского сельсовета Ляховского района. С 1963 года в составе Меленковского района Владимирской области. 

## Население
| 1859 | 1897 |
| ---- | ---- |
| 373  | 641  |

| 1859 | 1897 | 1905 | 1926 | 2002 | 2010 | 2021 |
| ---- | ---- | ---- | ---- | ---- | ---- | ---- |
| 373  | ↗641 | ↗915 | ↗924 | ↘124 | ↗128 | ↘103 |